# L’Italiano
A L'Italiano (ismertebb nevén Lasciatemi cantare) Toto Cutugno legismertebb száma. 1983-ban jelent meg. A dal Európa-szerte vezette a slágerlistákat, és hamarosan az énekes legismertebb száma lett.

## Témája
A dal Olaszországot dicsőíti, valamint az énekes azt is elmondja, mennyire szerelmes Mariába, az olasz lányba. Egyben azt is kéri, hadd énekelje el egyedül a dalát.
A dalhoz videoklip is készült, ahol Cutugno egy lánnyal szerepelt.

## A kultúrában
- A dal többször is felcsendül az Al bar dello sport című filmben, ahol leginkább Parola (Jerry Calà) szereti énekelni a dalt. A film zenéjét Toto Cutugno Mariano Dettóval közösen írta.